# Uferschlammkäfer

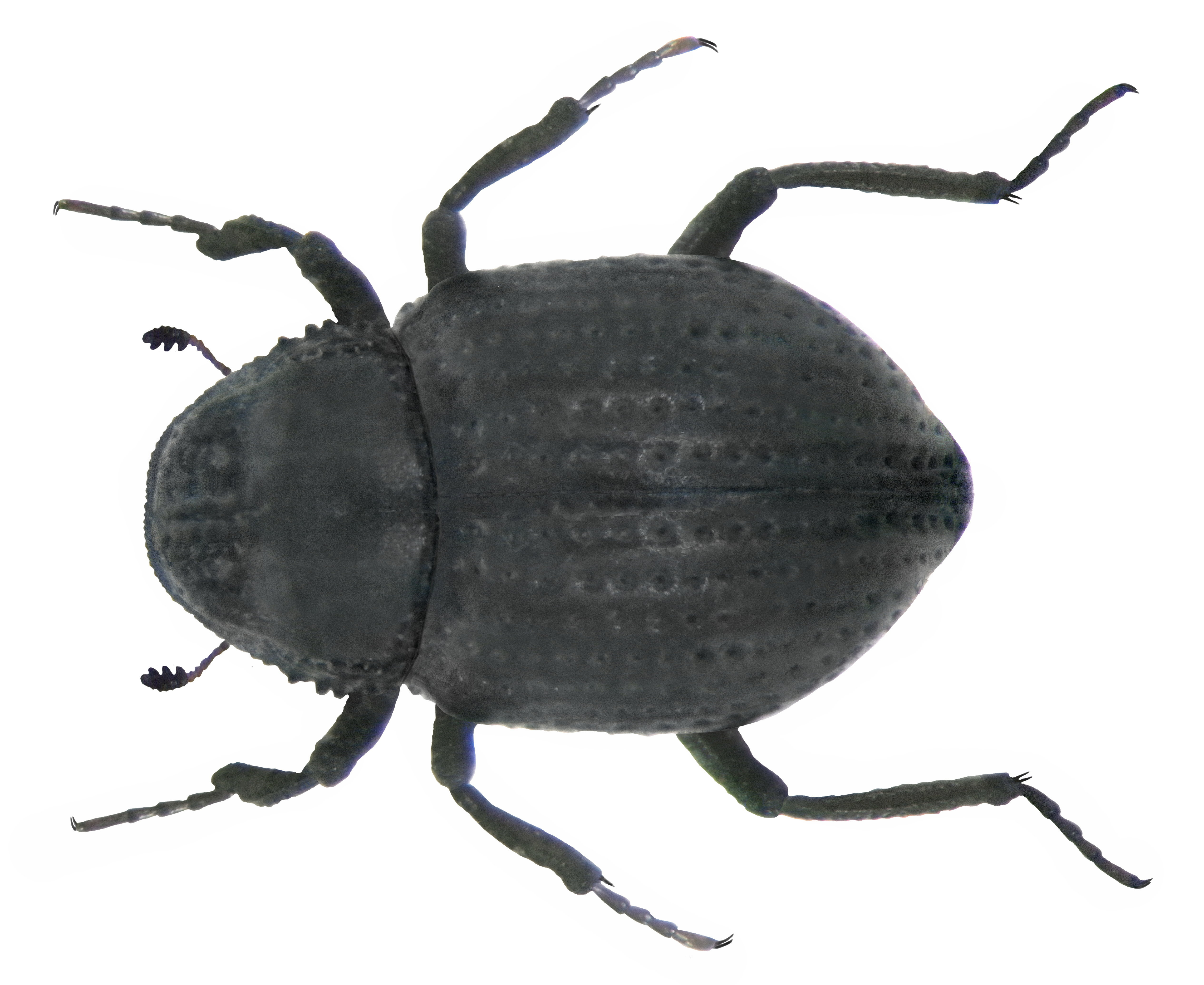
Georissus crenulatus

Die Uferschlammkäfer (Georissus) stellen eine artenarme Gattung innerhalb der Familie der Wasserkäfer (Hydrophilidae) dar.

## Merkmale
Die Vertreter dieser Gruppe sind sehr klein, mit Körpergrößen zwischen 1,0 und 2,1 Millimeter. Der Körper ist gedrungen und rundlich. Dies wird dadurch unterstrichen, dass der glockenförmige Halsschild und die Flügeldecken (Elytren) seitlich stark heruntergezogen sind und die Körperunterseite teilweise bedecken. Der Kopf ist über 90° zur Körperachse nach unten geneigt, so dass die Mundwerkzeuge leicht nach hinten zeigen. Die Antennen sind vor den Augen eingelenkt. Sie bestehen aus neun Gliedern, das vierte ist gestreckt und die letzten drei Fühlerglieder bilden eine Keule. Sie können in eine Grube eingelegt werden, die sich auf der Körperunterseite in den umgebogenen Halsschildseiten befindet. Die Flügeldecken weisen deutliche Punktreihen auf. Der einfarbig schwarze Chitinpanzer ist robust. Auch die Beine sind kräftig und alle Tarsen sind viergliedrig, die Klauen kurz und zierlich. Die Flügel sind oft rückgebildet.

## Lebensweise
Die Käfer leben an feinsandigen und schlammigen Ufern von Gewässern. In der Regel sind sie von verkrustetem Schlamm bedeckt und wirken deswegen braun. Sie fressen den Uferschlamm und ernähren sich von dessen organischen Bestandteilen. Die Larven leben im Schlamm etwa einen Zentimeter unter einer mit Algen bewachsenen Bodenschicht. Sie ernähren sich ebenfalls von Schlamm.

## Systematik
Die Gattung Georissus ist in Europa mit fünf Arten vertreten und wurde ursprünglich einer eigenen Familie, den Georyssidae zugeordnet. Die Schreibweise Georyssus ist ein Synonym.
- Georissus (Georissus) crenulatus (Rossi, 1794)
- Georissus (Georissus) substriatus Heer, 1841
- Georissus (Neogeorissus) caelatus Erichson, 1847
- Georissus (Neogeorissus) costatus Laporte de Castelnau, 1840
- Georissus (Neogeorissus) laesicollis Germar, 1831